# Тополовград
Вижте пояснителната страница за други значения на Кавакли.
Топо̀ловград е град в Югоизточна България. Той се намира в Област Хасково, в близост до Елхово. Градът е административен център на община Тополовград. По данни на ГРАО към 15 март 2024 г. в града живеят 4781 души по настоящ адрес и 5327 души по постоянен адрес.

## География
Тополовград е разположен на северния склон на Сакар планина. Намира се на 26 km от Елхово, на 54 km от Ямбол и на 87 km от областния център Хасково.

## История
Най-ранните сведения за Тополовград са от османски данъчен регистър от 1492/1493 г., където е посочено селище под името Кавъклу с 33 мюсюлмански семейства. През втората половина на XVI в. Каваклу (или Кавакли, Каваклъ) е отбелязано като тимарско владение на няколко души, а в началото на XVII в. е превърнато във вакъф на султан Баязид II, като в него са живеели 104 християнски семейства. През последните десетилетия на XVIII и началото на XIX в. каваклийският район става арена на кърджалийски набези. По това време там шета Индже войвода, чийто байрактар е Кара Кольо от село Омарчево, станал по-късно игумен на манастира „Света Троица“.

### През Късното Възраждане и след Освобождението
От средата на XIX в. районът отново е умиротворен и започва интензивно заселване на християнско население. Постепенно градчето се разраства и оформя като важно занаятчийско и търговско средище, чиито жители се славят и като добри винари. Всяка година в Кавакли се провежда голям есенен панаир за земеделски стоки и добитък. През януари 1878 г. градчето е освободено от настъпващите на юг руски войски, а през лятото на същата година, според Берлинския договор, влиза в пределите на автономната област Източна Румелия и става център на кантон (околия) в Сливенския департамент (окръг). По онова време градът е разделен на 3 махали – Горна, Беширска и Булгария (дн. „Свети Георги“). Още от първите години след Освобождението между местните кариоти, които били основната част от населението на града, и българите започва конфликт, в който Кавакли си спечелва славата на един от бастионите на елинизма в България. Междувременно започва по-осезателното благоустрояване на града и развитието му като център на Сакарския регион.
На 1 февруари 1880 г. е създадено околийско съдилище, на 1 август същата година е открита пощенска станция, а през следващата 1881 г. са прекарани телеграфна и телефонна линии. През декември 1882 г., при връщането си от Цариград главният управител на Източна Румелия Алеко Богориди посещава Кавакли и е посрещнат изключително тържествено.

### През XX век
През май 1901 г. Каваклийска околия е разформирована и по-голямата част от селата, заедно с града, са включени в състава на Къзълагачката (Елховска) околия. През 1906 г., и особено в навечерието на Балканската война (1911), започва постепенното изселване на кариотското население от града в Гърция, а след края на Междусъюзническата война в града пристигат първите македонски и тракийски бежанци.
След края на Първата световна война (1919) и подписването на Спогодбата Моллов - Кафандарис (1923) народностният облик на Кавакли се променя изцяло – всички кариоти се изселват от града и на тяхно място идват български бежанци основно от Беломорска и Одринска Тракия, както и няколко десетки семейства от Егейска Македония. В града се заселва голяма част от населението на дедеагачкото село Еникьой, занимаващо се с отглеждане на камили, откъдето по-късно излязло и прозвището „камилари“ на каваклийци, с което станали известни в района.
Със Заповед № 3008 от 30 август 1934 г. Кавакли е преименуван на Тополовград, и заедно с Елховска околия, е включен в състава на Бургаска област. В годините след идването на българските бежанци от Тракия и Македония градът и околните села се оформят постепенно като типичен тютюнопроизводителен район, много семейства били заети също така и в животновъдството и лозарството.
През втората половина на 1930-те години градът започнал постепенно да се благоустроява. През 1935 г. започва да се изгражда градската градина, следващата 1936 г. приключва строежът на халите, поставено е улично осветление. През 1938 г. започва изграждането на ново училище, възстановен е съдът, а в началото на 1939 г. – и данъчното управление. По онова време в града действат 3 църкви, а през 1936 г. е завършена новата сграда на черквата „Света Богородица“.
През зимата на 1939 г. Тополовград е посетен от цар Борис III. Няколко дни след 9 септември 1944 г. през Тополовград минава съветска военна част, командвана от полковник Александър Сергиенко, в чест на която е организиран голям митинг. През май 1945 г. Тополовград отново става център на околия, първоначално в състава на Ямболски, а по-късно на Старозагорски окръг. През 1959 г. околиите са премахнати и Тополовград е става център на община в Ямболски окръг. По-късно общината е прехвърлена в Област Хасково.
В началото на 1950-те години в града започва мащабно строителство и работа по благоустрояването му – през 1952 г. е построена болница, ново читалище „Сталин“ (преименувано по-късно на „Димитър Благоев“), през 1954 г. градът е електрифициран, през 1953 започва изграждането на водопровод. През 1962 г. е създадена автобаза, а на следващата 1963 г. започват да се строят първите блокове в града. Заради индустриализацията на града отглеждането на камили замира.
През 1967 г. започва строителството на Завод за медицински инструменти. През 1960-те години в Тополовград почват да се заселват цигани, които изграждат домове в долния край на града и махалата „Свети Илия“. През 1973 г. в Тополовград е открито предприятието „Мрамор и гранит“. Независимо от това обаче през 1970-те и особено през 1980-те години много хора от района и града, особено младите, започват да се изселват в по-големите градове Стара Загора, Ямбол, Пловдив, Хасково и др. Този процес продължава.

## Население и религия
Тополовград е център на слабо населен район. Редица правителствени програми преди и след 1989 г. целят решаване на демографската криза в региона. Слабо ефективни са опитите през 1970-те и 1980-те години за превръщане на Странджа-Сакар в „Република на младостта“. След периода на социализма започва постоянно намаляване на населението и в началото на XXI век броят му спада под нивото на 1934 г.
Численост на населението според преброяванията през годините:
| \| Година на преброяване \| Численост \| \| --------------------- \| --------- \| \| 1934 \| 6422 \| \| 1946 \| 6668 \| \| 1956 \| 6958 \| \| 1965 \| 6620 \| \| 1975 \| 7218 \| \| 1985 \| 7434 \| \| 1992 \| 7386 \| \| 2001 \| 6703 \| \| 2011 \| 5588 \| \| 2021 \| 4622 \| |           |
| Година на преброяване | Численост |
| 1934 | 6422      |
| 1946 | 6668      |
| 1956 | 6958      |
| 1965 | 6620      |
| 1975 | 7218      |
| 1985 | 7434      |
| 1992 | 7386      |
| 2001 | 6703      |
| 2011 | 5588      |
| 2021 | 4622      |

Етническият състав включва 5013 българи и 369 цигани.
Над 98 % от населението на община Тополовград изповядва източноправославното християнство. Тополовград е център на архиерейско наместничество към Сливенска епархия. В града действат пет православни църкви.

## Икономика
Тополовград се намира в индустриално слабо развит район. Поради граничното местоположение на общината през годините на социализма в града не са изграждани големи индустриални предприятия. Традиционно развито е земеделието (тютюнопроизводство, лозарство и др.), основен поминък на населението в миналото. В града се намира тютюнопреработващо предприятие от структурата на „Булгартабак холдинг“ АД (което е наследник на съществувалата до края на 1940-те години кооперация „Каваклийска яка“), приватизирано в края на 2004 г. и неработещо.
В Тополовград е централата на мина „Устрем“ (добив на цветни и редки метали), понастоящем ликвидирана. Ликвидирано е и производството на медицински инструменти в най-голямото в близкото минало в България предприятие за производство на медицински инструменти – „Медикотехника“.

## Здравеопазване
На територията на Община Тополовград работят 4 общопрактикуващи лекари, като 2 от тях са в Тополовград. Специализираната медицинска помощ е съсредоточена в града и се осъществява от 5 специализирани медицински практики.
- Многопрофилна болница за активно лечение „Тополовград“ ЕООД – болницата е единственото такова лечебно заведение на територията на общината. Разполага с 64 легла и извършва болнично лечение по основните и профилни специалности, за които е получила разрешение и акредитация в: вътрешно отделение;
- Лечебното заведение разполага с клинична лаборатория и рентген.
- Филиал на Центъра за спешна медицинска помощ, Хасково
- Филиал на Регионалната инспекция по опазване и контрол на общественото здраве, Хасково
- Център за социална рехабилитация и интеграция – осъществява комплекс от социални услуги, предоставяни в общността, свързани с извършване на образователно и професионално обучение на зрително затруднени лица, социално-правни консултации, ориентиране и мобилност; байлова грамотност; полезни умения и компютърна грамотност. Видът на предоставените социални услуги зависи от желанието на ползвателя и процента намалена работоспособност. За формиране на нагласи за пълноценност на хората в неравностойно социално положение от 2008 година в ЦСРИ функционира услугата „Психологична рехабилитация“.

На територията на община Тополовград има 4 частни аптеки за лекарствени средства, медико-санитарни материали и консумативи, 3 от които са в Тополовград.

## Култура

### Театри
Към народното читалище функционира самодейна театрална трупа. От 2001 г. в Тополовград се провежда Балкански фестивал на самодейните театри. От 2007 г. вече е Международен фестивал на любителските комедийни театри, пантомима и сатира. През 2010 г. се състои 15-о юбилейно издание на фестивала с участието на групи от Северна Македония, Гърция, Молдова, Сърбия и Турция.

### Музей
В града функционира етнографски музей. Експозицията му включва традиционни за региона женски дрехи и предмети от възрожденската епоха. Музейната сбирка разполага с над 6000 експоната. Музеят няма работно време и упътване към туристите.

### Читалище
Най-голямото читалище в Община Тополовград е „Св. св. Кирил и Методий“ в града. Съвместно с Министерството на културата и Община Тополовград организира Национален фестивал на любителските комедийни театри, пантомима и сатира, както и традиционен събор на народното творчество „Света Троица“, включен в Националния културен календар. Работи по 2 проекта по Програмата за развитие на ООН – „Дар от лозата“ и „Зелена академия“.
Читалището разполага с библиотека с библиотечен фонд над 40 000 тома. В читалището работят художествените състави: театър на комедията, мъжки камерен хор, състав за народни танци „Луди млади“, мажоретен състав, дамски хор, състав за естрадни танци, мъжка група за стари градски песни „Авролева“ и музикална школа с клас по пиано. Театърът на комедията и мъжката група за стари градски песни са носители на национални награди. Читалище „Св. св. Кирил и Методий“ разполага с изложбена зала, в която са представени над 350 творби на автори от Тополовград, страната и чужбина. Заедно с отдел „Култура“ организира празника на Тополовград, който се провежда на 24 май. Осъществява се културен обмен с градовете Лариса и Куфаля.

### Храмове
Главният храм е църквата „Света Богородица“, строежът ѝ е завършен през 1937 г. Стенописите в църквата са забележителен образец на съвременното българско православно изкуство. Първите от тях са изпълнени тогава от предстоятеля на храма свещеноиконом Яни Попхристов, а в 1975 – 1981 г. цялата църква е освежена и зографисана от художниците Ангел Малев от София и Тома Анев от Тополовград.
Друг по-значим храм е старата българска църква „Свети Великомъченик Георги“, осветен на 22.05.2011 г., чието име носи днес околният квартал, наричан в миналото „Булгария махла“.
На около 15 км от Тополовград, до село Устрем, се намира известният Устремски манастир „Света Троица“. Предполага се, че е основан по време на Второто българско царство, а в началото на XV в. името му се среща в османски документи.
В близост до манастира „Св. Троица“ има пещера, наричана Караколюва дупка. Смята се, че Индже войвода и Кара Кольо са помогнали и настояли за възстановяването на манастира в края на XVIII в. и началото на XIX в.
Православният храм „Света Петка“  Архив на оригинала от 2012-04-10 в Wayback Machine. е разположен в живописна местност на 1 км североизточно от гр. Тополовград. Възстановяването на храма започва през 1999 г., след като в средата на XX век е разрушен до основи.

### Други
- Сакар планина, връх Вишеград
- Палеокастро – колосален храм на Слънцето. Представлява забити ветрилообразно група скали в продължение на 1,5 км. По източните скали на тракийската крепост се намират над 150 релефни диска, които реализират соларния култ у траките.
- Долмени – най-известният е при село Хлябово, до който е изградена екопътека.
- Устремски манастир 
„Света Троица“
- „Благославящият Христос“ е първият каменен монумент на Божия син в България и 4-ти сред по-известните в света (след тези в Рио де Жанейро, Куско и Полша). Такава статуя е новост за православието, макар в католическите страни да е стара традиция. Направен е от бял врачански мрамор, висок е 3,1 м и тежи три тона, поставен е върху гранитен постамент от 80 см. Фигурата е завършена след 1 година работа на 30 януари 2011 г. и на 30 март е монтирана в центъра на града на пл. „България“, пред централната градска църква „Света Богородица“, на старата автогара, където се разделят пътищата за Хасково, Стара Загора и Бургас. На 20 май 2011 г. сливенският митрополит Иоаникий освещава статуята на Спасителя, по негов съвет тя гледа на изток към центъра на Тополовград и Турция, но се вижда и от тези, които преминават покрай нея транзитно през града. Идеята и средствата в размер на 15 000 лв. са на Мара Пулева – делова жена, която от години живее на Запад и е бивша тополовградска ученичка, родом от село Голям манастир. Създаден е от местния скулптор Христо Дюлгеров и каменоделеца Петко Янчев. На гърба на монумента са изсечени Десетте Божи заповеди.
- За Тополовград кинорежисьорът Михаил Мелтев създава в 2012 г. документалния филм „Вляво от пътя Лондон-Kалкута“ Архив на оригинала от 2012-12-07 в Wayback Machine..

## Редовни събития
Традиционни културни празници в общината са:
- Национален фестивал на любителските комедийни театри, пантомима и сатира
- Национален народен събор „Света Троица“

## Личности
- Индже войвода (ок. 1755 – 1821 г.) – войвода на чета в Сакар и Странджа.
- Кара Кольо /Кара Никола Омарчалията/ (? – 1821 г.) – байрактар на Индже войвода, знаменит из равнините на юг от Стара планина. Пътят между Сакар и Бакаджиците се нарича „Караколювият път“.
- Димитър К. Авлидис (Авлодис), 22-годишен – македоно-одрински опълченец, учител, 3 рота на 11 сярска дружина, носител на орден „За храброст“ IV степен.[3]
- Илия Ангелов – пунктов ръководител на ВМОРО в Кавакли, доставял оръжие и снаряжение за Одринско.[4]
- Станко Разбойников (1846, Мустафа паша /Свиленград/ – 1889, Кавакли /Тополовград/) – възрожденец
- Димитър Диков – свещеник в Кавакли /Тополовград/ от 1868 до 1906 г., възрожденец, учител, преводач
- Антон Малашевски – български революционер, деец на ВМРО[5]
- Гайте Дзоваропулос (1882 – 1949) – гръцки андарт.
- Димитриос Георгиадис (Δημήτριος Γεωργιάδης) – гръцки андарт[6]
- Николаос Сянидис – гръцки политик, кмет на Кавакли.
- Христо Сянидис (1911 – 1994) – гръцки политик.
- Александър Цветков (1914 – 1990) – шахматист, 6 пъти шампион на България.
- Тодор Георгиев Майсторов (1917 – 1977) – народен учител и будител, носител на орден „Св. св. Кирил и Методий“.
- Делко Караделков – председател на Съюза на българските журналисти до 1976 г.
- Христо Карастоянов (1950 – 2024) – писател.
- Михаил Мелтев (1954) – кинорежисьор, актьор, професор, директор на БНТ, председател на Съюза на българските филмови дейци, роден и отраснал в Тополовград.
- Таня Боева (1973) – известна поп и попфолк певица, награждавана на „Златният Орфей“ и други фестивали.
- Крум Крумов – филолог и писател.
- Здравка Зафирова Шмит – съвременна българска поетеса и писателка („Изповеди“, „Срещу вятъра“, „Полет на духа“), родена и израснала в Тополовград, живее в Германия.

## Галерия
- Църквата „Света Богородица“
- Устремският манастир „Света Троица“
- Площад „Освобождение“
- ул. „България“
- Покрайнините на Тополовград на фона на Манастирските възвишения